# 丸亀市民体育館
丸亀市民体育館（まるがめしみんたいいくかん）は、香川県丸亀市金倉町にある体育館。丸亀市総合運動公園を構成する施設の一つであり、丸亀市制80周年記念事業として1979年に開館した。管理運営は、公益財団法人丸亀市スポーツ協会。

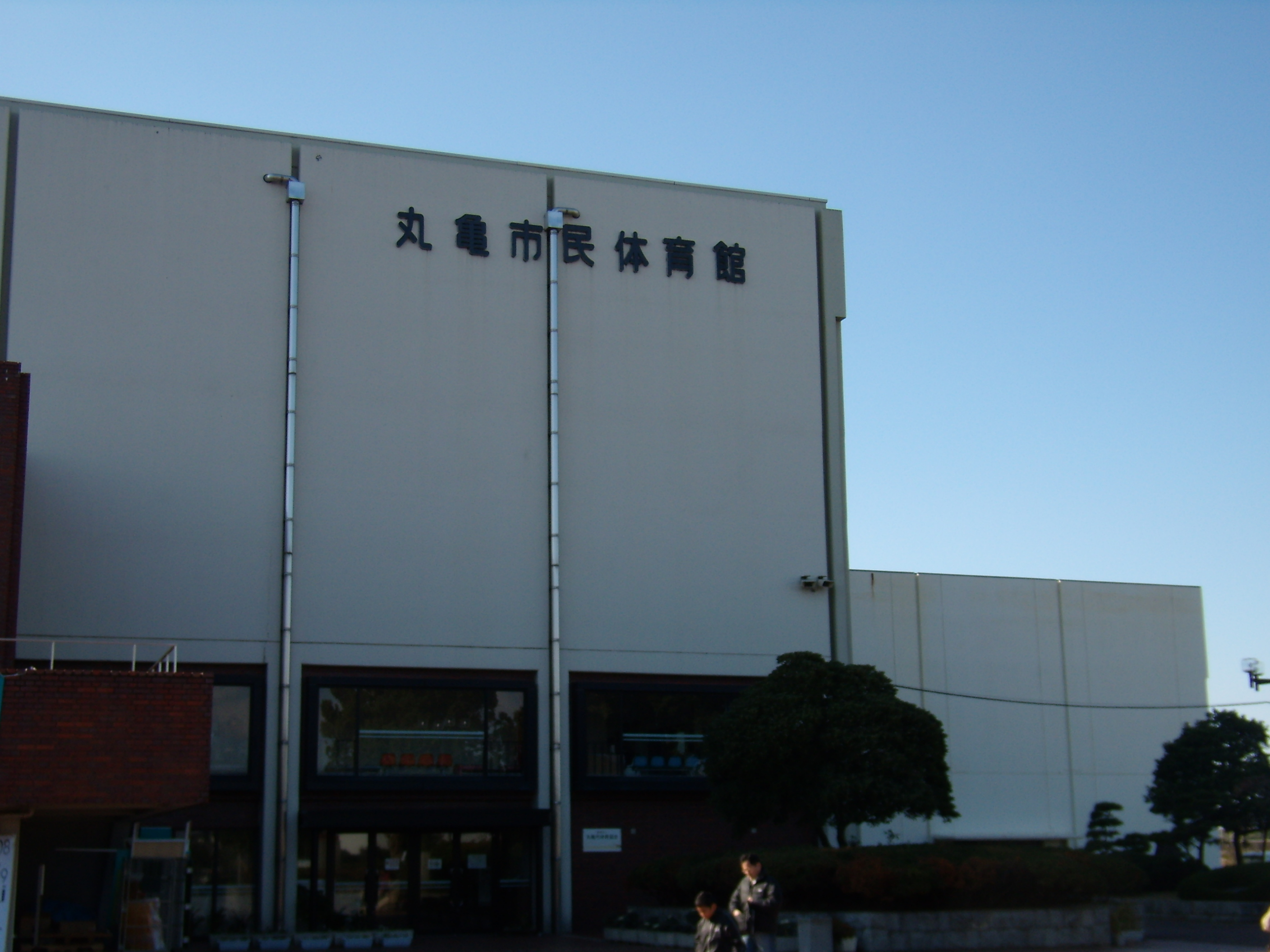
2008年頃

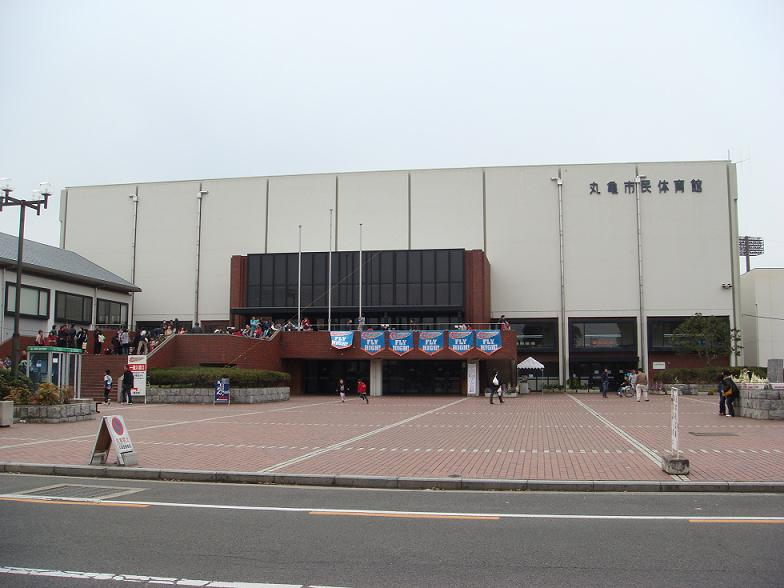
2010年頃

2006年より、ジャパン・プロフェッショナル・バスケットボールリーグ（Bリーグ）の香川ファイブアローズの準本拠地として、ホームゲームの会場に使用。

## 施設概要
- 主競技場 - フロア面積1,797.6m2 - 収容人員5,000人（2、3階固定席1,887席）
- 第1トレーニング室（サブ競技場） - フロア面積499.8m2
- 第2トレーニング室

## 開催された主な競技会・イベント
- バレーボール日本リーグ　1983年、1986年、1991年
- 全国高校総体バレーボール女子　1980年
- 全国高校総体バレーボール男子　1989年
- 東四国国体バレーボール少年女子の部　1993年
- ジャパン・プロフェッショナル・バスケットボールリーグ・香川ファイブアローズホームゲーム
- プロレス興行（全日本プロレス・全日本女子プロレス）
- 全日本小学校バンドフェスティバル四国支部大会・全日本マーチングコンテスト四国支部大会　2017年

## 周辺施設
- 丸亀市総合運動公園内の他の施設
  - 丸亀市総合スポーツセンター
    - 陸上競技場兼球技場
    - テニスコート
    - 多目的広場
    - 丸亀市民球場

  - 香川県立丸亀競技場
- 丸亀警察署

## アクセス
- 丸亀市コミュニティバス　スポーツセンターバス停より徒歩1分